# Мазае Азема
Франсуа Жан-П'єр Анрі Азема (фр. François Jean-Pierre Henri Azéma), якого звали Мазае Азема (фр. Mazaé Azéma; 17 липня 1823, Сен-Дені — 28 липня 1886) — французький політик і лікар-акушер з острова Реюньйон.
З 1862 по 1870 рік обіймав посаду віце-президента товариства наук і мистецтв Реюньйона. У 1864 році стає членом-кореспондентом Паризького хірургічного товариства і Паризького товариства антропології, а в 1865 році — членом-кореспондентом Королівського товариства мистецтв і наук острова Морісін. Працював у Генеральній раді Реюньйона з 1867 року і отримав почесний титул у 1877 році